# Johnny Aitken
Johnny Aitken, ameriški dirkač, * 3. maj 1885, Indianapolis, Indiana, ZDA, † 15. oktober 1918, ZDA.
Aitken je nastopal v prvenstvu Ameriške avtomobilistične zveze (AAA), kjer je osvojil skupno osem zmag, najboljšo uvrstitev v prvenstvu pa je dosegel leta 1916 z drugim mestom. V sezoni 1910 je na dirki Vanderbilt Cup osvojil tretje mesto, svoj največji uspeh kariere pa je dosegel na dirki za Veliko nagrado ZDA v sezoni 1916, ko je sicer z dirkalnikom Peugeot EX5 odstopil že v prvem krogu zaradi okvare motorja, toda kasneje je prevzel dirkalnik Howarda Wilcoxa, s katerim sta si razdelila zmago. Dvakrat je nastopil tudi na dirki Indianapolis 500, v letih 1911 in 1916, ko je osvojil tudi najboljši štartni položaj, toda obakrat je odstopil. V starosti triintridesetih let je leta 1918 umrl za virusom Španske gripe.